# Josep Abarcat i Sebastià
Josep Abarcat i Sebastià (* vor 1880 in Tortosa, Spanien; † 20. März 1919 in Barcelona) war ein katalanischer Pianist, Musikpädagoge und Komponist.

## Leben
Josep Abarcats Vater war der spanische Geiger und Dirigent Francisco Abarcat (1837–1890). Dieser hatte in Tortosa ein Orchester gegründet, welches auch unter der Leitung Josep Abarcats stand. Zwischen dem 15. September 1900 und dem 2. August 1911 korrespondierte er mit Felip Pedrell über Musik. Dieser Briefwechsel wird in der Biblioteca de Catalunya in Barcelona aufbewahrt. Vom 21. Juni 1911 bis 1918 war er Klavierprofessor am Conservatorio del Liceu in Barcelona. Zu seinen Schülern zählte Juan Lamote de Grignon i Bocquet.

## Werke (Auswahl)

### Werke für Sologesang und Klavier
- ¡Amor y fé!, danza para piano y canto [Tanz für Klavier und Gesang]. Text: J. R. O., publiziert 1876 bei Faustino Bernareggi in Barcelona[Digitalisat 1]

### Chorwerke
- O quuam suavis
- Descans dominical
- La Violeta
- Himno a San Luis
- imno a San Luis Gonzaga
- Solemne trisagio al Santissimo Sacramento

### Klavierwerke
- Descans dominical, Polka für Klavier, um 1913 bei A. Boileau y Bernasconi in Barcelona publiziert[Digitalisat 2]

## Digitalisate
1. ↑  ¡Amor y fé! als Digitalisat bei der Biblioteca digital Hispánica
2. ↑  Descans dominical als Digitalisat bei der Biblioteca digital Hispánica